# LRC (informatique)
Pour les articles homonymes, voir LRC.
Le LRC (nom faisant référence au mot anglais lyrics qui est employé pour désigner les paroles d'une chanson) est un format de fichier contenant des paroles de chansons lisibles par les lecteurs MP3 compatibles. Les paroles sont dans un fichier texte d'extension .lrc et sont formatées pour permettre aux lecteurs MP3 de les afficher au moment précis où les paroles sont prononcées dans la chanson, comme pour le karaoké.

C'est un système à balises, comme HTML.
Exemple
```
[ti:Princess of the Dawn]
[ar:Accept]
[al:Restless and Wild]
[by:Christophe Dang Ngoc Chan]

[00:15]There's rain on the mountain
```

## Balises
- [ti:titre]
- [ar:artiste]
- [al:album]
- [la:langue] la balise [la] accepte les paramètres suivants (le format ISO 639-1 en deux caractères est utilisé. Les marqueurs ID3 utilisés dans les fichiers au format mp3 comportent également un tag langue pour les paroles intégrées, mais il utilise le format ISO 639-2, plus précis, en trois caractères[1] :
  - [la:en] pour des paroles en anglais, par défaut[réf. nécessaire].
  - [la:fr] pour des paroles en français
  - [la:hu] pour des paroles en hongrois
  - [la:il] pour des paroles en hébreu
  - [la:no] pour des paroles en norvégien
  - [la:se] pour des paroles en suédois
  - [la:uk] pour des paroles en ukrainien
- [by:Nom du créateur du fichier LRC]
- [mm:ss.xx] Les paroles à afficher.
  - mm représente les minutes, ss les secondes et xx les centièmes de seconde auxquelles doivent être affichées les paroles.

Vous pouvez mettre plusieurs balises de temps sur une même ligne, si les paroles de cette ligne sont répétées plusieurs fois.
Exemple :
```
[01:54][02:36][03:45][04:01] Paroles
```

Toute ligne ne commençant pas par une balise sera considérée comme du commentaire.

## Extension du format LRC
Une extension du format LRC a vu le jour récemment, permettant de spécifier plus précisément les balises de temps.
Il est désormais possible de découper par mots ou par syllabes. C'est le format LRC étendu ou "Enhanced LRC".

Exemple :
```
[mm:ss.xx]Mot 1<mm:ss.xx> mot 2 <mm:ss.xx> ...

[01:54.60]Pa<01:55.32>ro<01:56.15>les
```

## Édition
(Juillet 2017).
On peut taper toutes les paroles et les balises dans n'importe quel éditeur de texte brut. Cependant il existe des outils graphiques spécialisés dans l'édition et la synchronisation des paroles dans ce format de fichier.
On peut nommer le logiciel libre Gnome Subtitles (en) pour l'environnement de bureau GNOME ainsi SingIt Editor pour Microsoft Windows, Linux et BSD, un logiciel gratuit pouvant être téléchargé (fichier zip singit06e.zip) depuis le site http://www.glop.org/singit et la version Linux et BSD depuis Sourceforge.
Citons également le site https://www.lrcgenerator.com qui permet de copier-coller les paroles d'une chanson, puis de les synchroniser avec la musique, pour obtenir en téléchargement un fichier LRC ou Enhanced LRC automatiquement généré.
Foobar2000 dispose également d'un composant, "Lyrics Show Panel 3" permettant l'affichage d'un fichier texte ou LRC correspondant à un morceau. Il inclut un éditeur permettant de synchroniser les paroles d'un fichier texte (ou des paroles copiées-collées dans l'éditeur) avec la musique, créant automatiquement le fichier LRC correspondant.